# Бульвар Пушкина (Кременчуг)
Бульвар Пушкина (укр. Бульвар Пушкіна) — бульвар протяженностью около 750 метров, расположенный в городе Кременчуг (Полтавская область, Украина). Бульвар носит имя поэта Александра Сергеевича Пушкина.

## Описание
Бульвар расположен в центральной части города и проходит от Юбилейного парка до площади Независимости, пересекая улицы Николаевскую, Театральную и Первомайскую. На нём располагается Городской дворец культуры, один из корпусов Кременчугского национального университета имени Михаила Остроградского,  здание банка, Приднепровский рынок, а также жилые дома. Сквер, расположенный на бульваре, занимает площадь 2,44 га.

## История

### Центр культурной жизни в XIX веке
До 1899 года улица называлась Городовой и представляла собой единое целое с нынешней улицей 29-го сентября. На месте нынешней части бульвара, ограниченной улицами Театральной и Первомайской, располагалась Красная площадь, через неё проходила Городовая улица.
В период активного развития города в XIX веке на улице появились многие важные постройки: Пушкинская народная аудитория, Дом мировых судей. На улице также располагался молитвленный дом «Клауз», Московское страховое общество, Санкт-Петербургское страховое общество, проживали купцы, чиновники, врачи, военные.
В 1899 году Городовая улица была переименована в улицу Пушкина в честь 100-летия со дня рождения поэта. Сам поэт бывал в Кременчуге дважды: в мае 1820 года по дороге в Екатеринослав (ныне Днепр) и в августе 1824 года по дороге из южной ссылки в Михайловское. Поэт останавливался в доме родителей своего друга по лицею Антона Антоновича Дельвига. Дельвиг после окончания учёбы гостил летом в Кременчуге, тепло отзывался о городе и в письмах приглашал Пушкина к себе погостить.
Революционные события 1905 года не обошли улицу стороной: 5 февраля 1905 года на Красной площади состоялся многолюдный митинг, ставший продолжением череды забастовок. 18 октября того же года в Пушкинской народной аудитории собрался митинг в ответ на царский манифест. В результате драки, завязавшейся с казаками, свыше 100 человек было ранено, один убит.

### Послевоенное советское восстановление

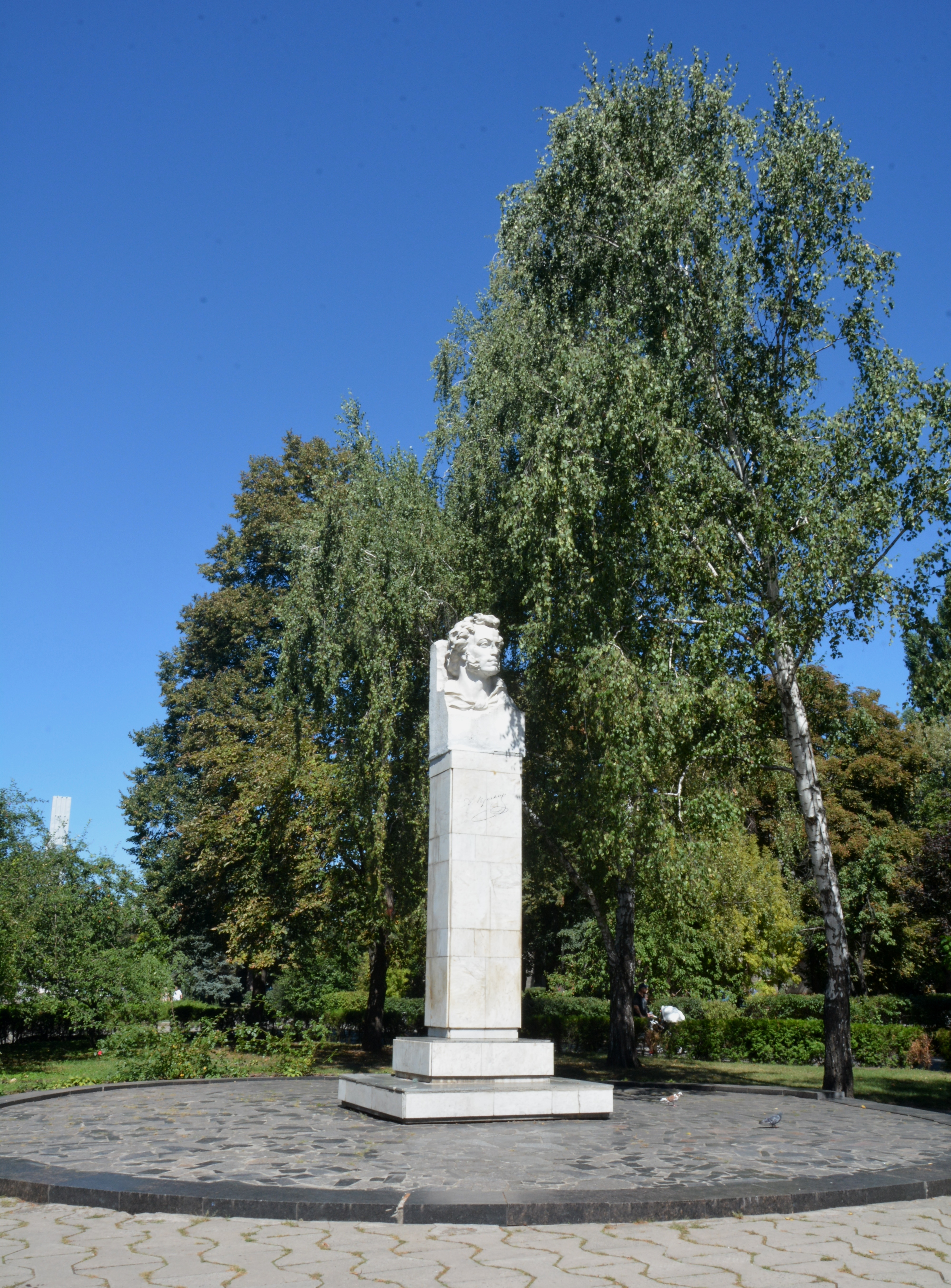
Памятник Пушкину в 2016 году

Во время Второй мировой войны вся застройка улицы была уничтожена. Новый ансамбль улицы формировался в послевоенный советский период.  Вдоль улицы были построены новые пятиэтажные жилые дома. В 1955 году на пересечении с Соборной улицей планировалось создание Театральной площади с постройкой нового драматического театра. Планы по строительству театра не были осуществлены, площадь оставалась безымянной до 1967 года, затем стала носить имя Площадь Революции (ныне Площадь Независимости).
Изначально посередине новосозданной улицы Пушкина проходила проезжая часть. К 1 мая 1961 года был заложен бульвар, обустроены аллеи, по краям которых разместились насаждения робинии обыкновенной формы «сферическая», тополя, липы.
В 1968 году в честь 25-й годовщины освобождения города от немецкой оккупации на месте бывшей Красной площади был насыпан земляной курган, на вершине которого была установлена гранитная плита с надписью: «Здесь будет сооружён мемориальный комплекс «Холм Боевой Славы» воинам Советской Армии, погибшим в боях за Кременчуг в годы Великой Отечественной войны». На холме были установлены гильзы с землёй с мест боевой славы (Москвы, Одессы, Севастополя и других городов). На сооружение комплекса проводился сбор средств среди жителей города, велась работа над проектом. В 1983 году началось строительство первой очереди, холм практически разровняли. Однако вскоре работы прекратились, мемориал не был построен.
В 1972 году в начале бульвара был открыт Городской дворец культуры, ставший самым большим дворцом культуры города. Типовой дворец получил индивидуальное оформление, над которым трудился украинский художник-монументалист Задорожный Иван-Валентин Феодосиевич. Перед зданием был открыт фонтан, являвшийся одновременно частью системы технического охлаждения воды для дворца.
В 1977 году два сквера на улице Соборной (тогда — Ленина), разделяемые до этого бульваром Пушкина, были объединены в единый сквер Октябрьский. Улица, таким образом, оказалась разделена на две части. Часть, располагавшаяся за улицей Ленина, получила название в честь дня освобождения из немецкой оккупации: улица 29-го сентября.
В начале 80-х была произведена реконструкция бульвара. По проекту городского архитектора Расстрыгина был сооружен ансамбль из четырёх фонтанов, символизирующих времена года. В 1984 году во время земляных работ по прокладке теплотрассы был обнаружен клад из серебряных и золотых изделий весом в 30 килограммов: несколько столовых серебряных наборов российского производства, японские серебряные чарки, обломки и целые золотые и серебряные изделия, а также золотые монеты, которые были квалифицированы как коллекционные. Клад был сдан государству.
В 1985 году на бульваре был установлен бюст Пушкина авторства скульпторов И. Ястребова и Ю. Шорохова и архитекторов Л. Расстрыгина и С. Ткаченко. 

### Период независимости Украины

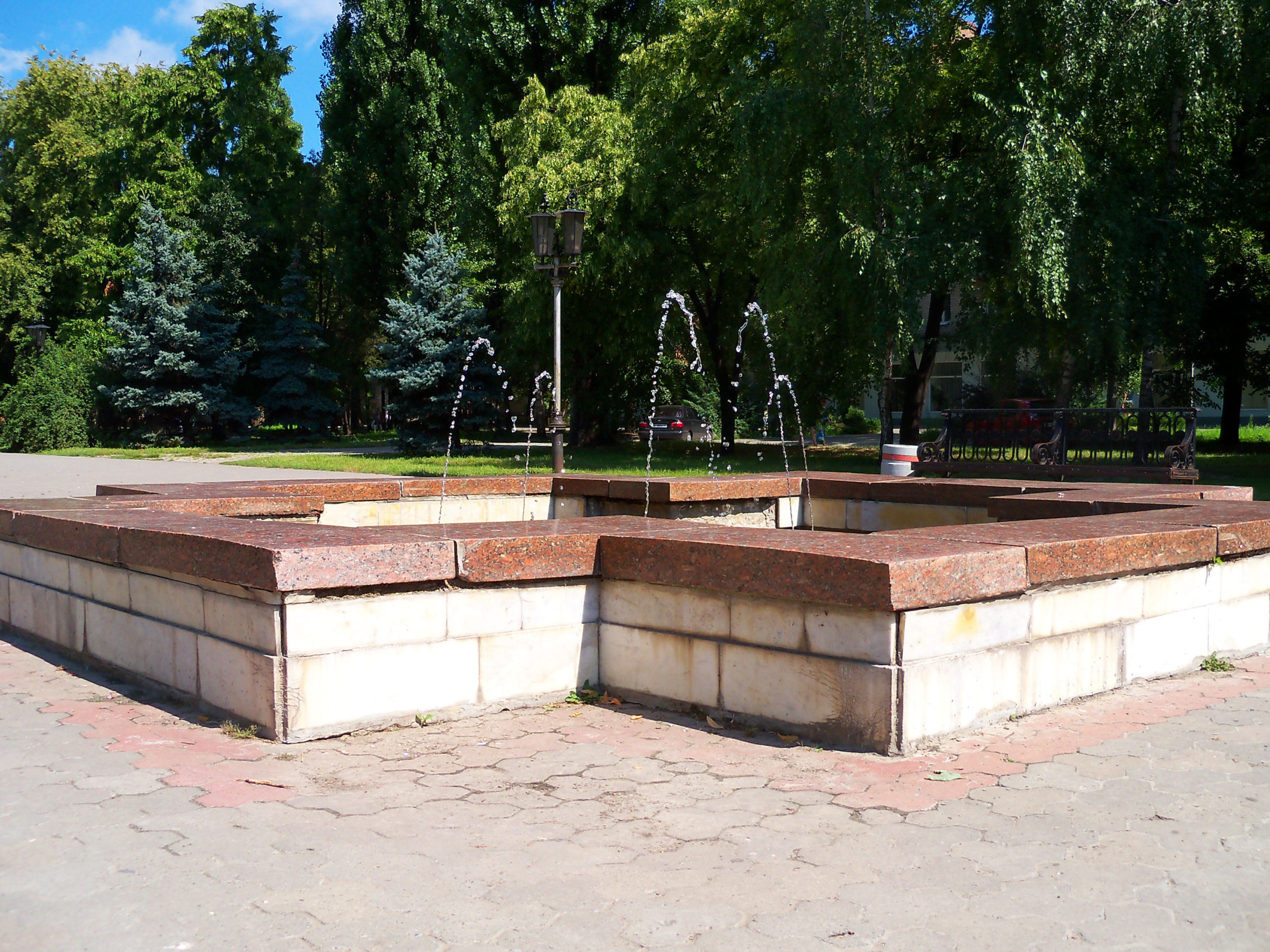
Фонтан на бульваре в 2011 году

22 февраля 1990 было принято решение горисполкома № 137 «О сооружении памятника Т.Г. Шевченко в Кременчуге», после чего на бульваре Пушкина возле здания Проинвестбанка был установлен посвященный этому памятный знак. Сам памятник был открыт в другом месте, на берегу Днепра, 24 года спустя.
В 1994 году был остановлен фонтан у городского дворца. В 2013 году на бульваре планировалось сооружение нового фонтанного комплекса, которое не было осуществлено. По состоянию на 2016 год, на бульваре действуют уже существующие фонтаны.
В 1995 году на доме номер 18 была установлена мемориальная табличка, посвященная Сергею Петровичу Шпаковскому — командиру взвода 496-й отдельной разведывательной роты 236-й стрелковой дивизии, Герою Советского Союза, который проживал в этом доме с 1944 по 1991 год. В 2002 году на доме номер 21 была установлена мемориальная доска в честь заслуженного врача УССР Бориса Ивановича Нагайченко. В 2008 году было принято решение об установке на доме номер 20 мемориальной доски, увековечивающей память заслуженного врача УССР Валентины Тимофеевны Федько, которая проживала в этом доме с 1963 по 2006 год. Доска открыта в 2009 году. В том же году на здании открыта мемориальная доска Михаилу Георгиевичу Козенко, общественному деятелю и бывшему руководителю города.
В 2010-х годах на перекрестке ул. Первомайской и бульвара Пушкина планировалось строительство двух 26-этажных жилых домов, которое по состоянию на 2018 год не было осуществлено.